# Raymond Thayer Birge
Raymond Thayer Birge (Brooklyn, 13 marzo 1887 – Berkeley, 22 marzo 1980) è stato un fisico statunitense, noto per i suoi contributi in chimica fisica, in particolare sulla struttura atomica. È stato presidente dell'American Physical Society nel 1955.